# Tabernacle

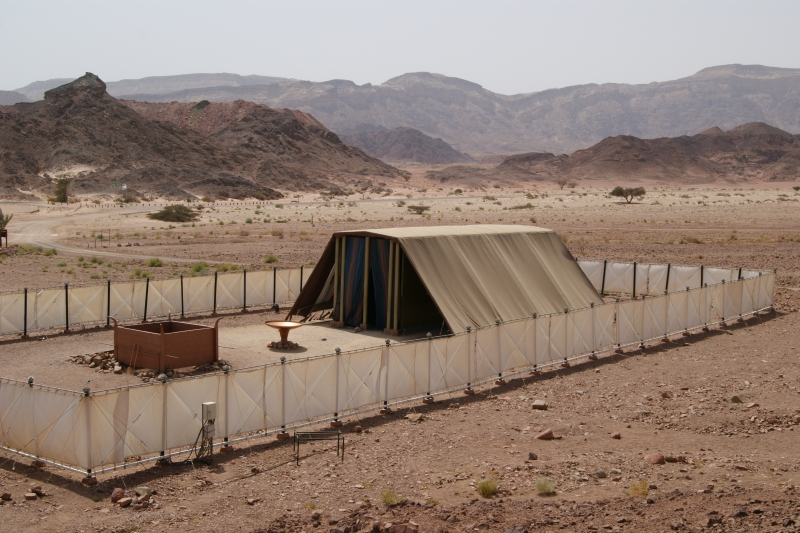
Model del tabernacle a Israel, Timna Park

El tabernacle és un terme d'origen llatí que significa "tenda de campanya". Fa referència a la tenda que servia de santuari als israelites en el desert durant l'èxode. S'hi guardava l'arca de l'Aliança amb les tauletes de la Llei. També és anomenada tenda de l'aplec sagrat (Dt 31,14) i tenda de l'Aliança (Nm 9,15). Era el lloc de la manifestació de Déu, el signe de la seva presència enmig del poble; Moisès hi entrava per trobar-se amb Déu i fer-li consultes. El llibre de l'Èxode en descriu les característiques principals (Ex 26,1-27,19;33,7-11). Els nòmades viuen en tendes. Al desert, després de la sortida d'Egipte, els israelites viuen en tendes. Al mig del campament s'hi aixeca una tenda especial: és el tabernacle, un santuari mòbil on el poble es troba amb el Senyor. El tabernacle també s'anomena tenda del trobament.